# Шевчук, Василий Андреевич
Василий Андреевич Шевчук (укр. Василь Андрійович Шевчук; 30 апреля 1932, с. Бараши Емильчинского района Житомирской области, УССР — 13 мая 1999, с. Ясногородка, Киевская область) — украинский писатель; поэт, филолог, журналист. Младший брат писателя Александра Шевчука.

## Биография
В 1950 году поступил на отделение украинского языка и литературы филологического факультета Киевского университета. После его окончания с 1955 работал в редакции журнала «Пионерия», на киностудии им. А. П. Довженко, в редакциях газеты «Литературная Украина» и «Романов и повестей» издательства «Днепр».

## Творчество
В 1951 году в «Альманахе молодых» напечатал первые лирические стихи. Издал несколько сборников стихов. Ещё в студенческие годы был принят в Союз писателей Украины.
Автор
- романов:
  - «Предтеча» (о Григории Сковороде) (1969),
  - «Побратимы, или Приключения двух запорожцев, на суходоле, в море и под водой» (1972),
  - роман—исследование «Велесич» (новая концепция прочтения жемчужины древнерусской литературы «Слово о полку Игореве») (1980),
  - «Излом» (1982),
  - трилогия «Под вечным небом» (1985), (о Сократе, молодом Г. Сковороде и Ганди),
  - историко—биографическая дилогия о Т. Г. Шевченко — роман «Син волi» и «Терновий світ» (1985, 1986).
  - «Феникс» (1988)
  - «Прощання з самим собою» (1990—1991),
  - «Страсті за Миколаєм» (о композиторе Н. В. Лысенко)(1990—1991, опубликован в 2007)
- повести
  - «Воробьиной ночью» (1960),
  - «Зеленый шум» (1963),
  - «Паруса» (1964),
  - «Трубят лебеди над Славутичем» (1967),
- сборник рассказов «Как Андрийко беды лишился» (1965)
- Сборники стихов:
- для детей
  - «В труде растём» (1953),
  - «Ветвь яблони» (1955) (детские стихи),
  - «Длинноногие косари» (1959),
  - «На зелёном раздолье» (1968),

Сборники поэтической лирики:
- «Ходим весну зустрічати!» (1958),

Драматические поэмы: «В тени около Хрещатика» (1982), «Князь Кий» (1982).

## Награды
- В. Шевчук — лауреат премии им. Андрея Головко (1986).